# Charles Montague Bakewell
Charles Montague Bakewell (* 24. April 1867 in Pittsburgh, Pennsylvania; † 19. September 1957 in New Haven, Connecticut) war ein US-amerikanischer Politiker. Zwischen 1933 und 1935 vertrat er den Bundesstaat Connecticut im US-Repräsentantenhaus.

## Werdegang
Charles Bakewell besuchte die öffentlichen Schulen seiner Heimat und studierte dann an der Western University of Pennsylvania, der heutigen University of Pittsburgh. Bis 1889 studierte Bakewell an der University of California in Berkeley und dann bis 1894 an der Harvard University Philosophie. In den Jahren 1894 bis 1896 setzte er seine Studien an den Universitäten in Straßburg, Berlin und Paris fort. Seit 1896 arbeitete Bakewell dann selbst als Philosophieprofessor an verschiedenen Universitäten in den Vereinigten Staaten. Darunter waren Harvard, Berkeley und die Yale University. Im Jahr 1910 wurde er Präsident der amerikanischen philosophischen Vereinigung.
Während des Ersten Weltkrieges war Bakewell im Rang eines Majors für das Rote Kreuz in Italien tätig. Politisch wurde er Mitglied der Republikanischen Partei. Zwischen 1920 und 1924 saß er im Senat von Connecticut. Außerdem gehörte er zwischen 1921 und 1923 einer Kommission an, die die Bildungsgesetze des Staates überarbeitete. Bakewell veröffentlichte auch einige wissenschaftliche Abhandlungen.
Bei den Kongresswahlen des Jahres 1932, die für das damals wieder eingerichtete sechste Abgeordnetenmandat von Connecticut staatsweit abgehalten wurden, wurde er in das US-Repräsentantenhaus in Washington, D.C. gewählt. Dort absolvierte er zwischen dem 4. März 1933 und dem 3. Januar 1935 eine Legislaturperiode, die von der Weltwirtschaftskrise geprägt war. Damals wurden auch die ersten New-Deal-Gesetze der Bundesregierung unter Präsident Franklin D. Roosevelt im Kongress eingebracht. Bei den Wahlen des Jahres 1934 unterlag Charles Bakewell dem Demokraten William M. Citron. Danach zog er sich aus der Politik zurück. Er starb im September 1957 im Alter von 90 Jahren in New Haven.